# Malcolm K. Hughes
Malcolm K. Hughes (Matlock, 24 luglio 1943) è un climatologo britannico naturalizzato statunitense.

## Biografia
Hughes ha studiato all'Università di Durham, dove ha conseguito il Bachelor of Science in zoologia e botanica nel 1965; nel 1970 ha conseguito il Ph.D in ecologia nella stessa università. Dopo il dottorato ha trascorso un anno all'università di Durham, poi si è trasferito all'Università di Liverpool John Moores, dove ha lavorato come lettore dal 1971 al 1986. Trasferitosi negli Stati Uniti d'America nel 1986, è diventato professore di dendrocronologia dell'Università dell'Arizona e direttore del laboratorio di dendrocronologia della stessa università. Nel 1999 ha lasciato l'incarico di direttore del laboratorio, continuando ad esercitare la sua attività di docente di dendrocronologia e portando avanti ricerche nel campo della paleoclimatologia. Hughes ha condotto ricerche negli Stati Uniti e in vari Paesi dell'Europa e dell'Asia, cercando di ricostruire la temperatura dei secoli passati attraverso la dendroclimatologia, le carote di ghiaccio, le varve delle rocce e le registrazioni storiche delle temperature.
Hughes è conosciuto soprattutto per essere stato autore nel 1998, insieme a Michael E. Mann e Raymond S. Bradley, di una ricostruzione storica delle temperature dell'emisfero nord dal XX secolo fino al 1400. Nel 1999 Hughes e colleghi hanno esteso la ricostruzione storica delle temperature fino all'anno 1000, producendo il grafico conosciuto come MBH99 che è stato incluso nel Terzo rapporto di valutazione IPCC del 2001.   